# Города Китайской Народной Республики
В Китае имеется большое число городов, многие из которых имеют древнюю историю. Однако в современном Китае города как таковые (то есть территория непрерывной урбанизированной застройки) административно никак не выделяются (хотя могут обозначаться на картах пунсонами отдельно от административных единиц), и понятие «населённый пункт» не используется. Фактический город обозначается термином «городская зона» (кит. трад. 市区, палл. шицюй), который, однако, применяется исключительно неформально и по охвату включаемой площади подвержен субъективной оценке говорящего.
По этим причинам население городов как таковых трудно оценить — статистика обычно приводит численность жителей всей территории, подчинённой городскому муниципалитету, которая по площади и населению нередко во много раз превышает урбанизированную часть административной единицы.
При этом официально «городами» (市, на английский также принят перевод City) в КНР называются многочисленные единицы провинциального, окружного и уездного уровня, обладающие более-менее крупным урбанизированным административным центром.
Среди таких городов в административном смысле (в большинстве своём включающих города-спутники и обширные сельские районы) крупнейшими являются (оценка, 2007): Шанхай (24 632 000, 2010 г.), Пекин (19 720 000, 2009 г.), Чунцин (28 846 170, 2010 г.), Ухань (9 785 392, 2010 г.), Сиань (8 252 000, 2000 г.), Чэнду (11 000 670), Тяньцзинь (14 425 000, 2009 г.), Шэньян (7 760 000, 2009 г.), Харбин (10 635 971), Нанкин (8 004 680, 2010 г.).
В КНР 228 городов имеют население свыше 200 тыс. чел., 462 города — свыше 100 тыс. чел. и 912 городов — свыше 53 тысяч.

## Городские административные единицы
Официально в КНР городами (市 ши) именуются административные единицы разных уровней, фактически состоящие из городского центра и значительной территории, обычно во много раз превышающей площадь собственно городской застройки, внутри этой территории могут быть также подчинённые единицы — уезды, волости и другие города более низкого уровня. То есть такие «города» не являются «городами» в прямом смысле слова.
По данным переписи 2000 года, самыми большими городскими административными единицами КНР были: Чунцин (30,5 млн), Шанхай (16,4 млн), Пекин (13,5 млн), Чэнду (11,1 млн), Баодин (10,5 млн), Линьи (9,9 млн), Гуанчжоу (9,9 млн), Тяньцзинь (9,8 млн).
Таким образом, существуют следующие городские административные единицы (по уровням):
- Провинциальный уровень: 4 города центрального подчинения (直轄市/直辖市 чжисяши; Municipalities), приравненных к провинциям.
- Окружной уровень: 283 городских округа (города окружного значения) (地级市 дицзиши, Prefecture-level city) в КНР.
- Уездный уровень: 374 городских уезда (города уездного значения) (县级市 сяньцзиши; County-level cities) в КНР, 5 городов провинциального подчинения (省轄市 шэнсяши) на Тайване.
- Волостной уровень: 19 522 городских посёлка (镇 чжэнь) (urban township или просто towns) в КНР, 61 городская волость и 32 города уездного подчинения (縣轄市 сяньсяши) на Тайване .
- Промежуточные уровни (см. ниже):
  - 15 субпровинциальных городских округа (города субпровинциального уровня; 副省级市 фушэнцзиши; Sub-provincial city) в КНР.
  - субокружные городские уезды (города субокружного уровня; 副地级市 фудицзиши).

### Города центрального подчинения
Города центрального подчинения (直轄市/直辖市 чжисяши) — 4 крупных города, наделённые теми же полномочиями, что и провинции. Города центрального подчинения напрямую управляют единицами уездного уровня, без промежуточного окружного уровня. В действительности собственно город составляет небольшую долю общей площади городов центрального подчинения, основную часть которой составляют более мелкие города, посёлки и сельскохозяйственные угодья. Наиболее ярким примером в этом смысле является Чунцин: численность его сельского населения превышает городское.
В КНР 4 города центрального подчинения.
| Название  | Китайский (П) | Китайский (У) | Пиньинь   | Сокращение | Список единиц уездного уровня (англ.) |
| --------- | ------------- | ------------- | --------- | ---------- | ------------------------------------- |
| Пекин     | 北京          | 北京          | Běijīng   | 京 цзин    | Список единиц уездного уровня         |
| Тяньцзинь | 天津          | 天津          | Tiānjīn   | 津 цзинь   | Список единиц уездного уровня         |
| Чунцин    | 重慶          | 重庆          | Chóngqìng | 渝 юй      | Список единиц уездного уровня         |
| Шанхай    | 上海          | 上海          | Shànghǎi  | 沪 ху      | Список единиц уездного уровня         |

В составе Китайской Республики (Тайвань) также есть города центрального подчинения.  По сравнению с материковым Китаем ситуация здесь во многом противоположная: если в КНР ГЦП управляет территорией, в несколько раз превышающей площадь собственно города, то на Тайване под управлением ГЦП находится лишь доля городской зоны, частью которой они являются. Правительство КНР не признаёт островные власти Тайваня  в качестве легитимных, и не считает их городами центрального подчинения. См. также Административное деление Тайваня.

### Окружной уровень
городские округа (города окружного значения) (地级市 дицзиши, Prefecture-level city) составляют подавляющее большинство единиц окружного уровня (283 из 348). Строго говоря, они не являются «городами» в привычном смысле слова, поскольку помимо собственно городской зоны они включают обширные сельские территории, поэтому название «городской округ» является более корректным.
Собственно центральный город обычно делится на районы (市辖区 шисяцюй, или просто 区 цюй), а остальная (преимущественно сельская) часть округа — на уезды и городские уезды.
В большинстве провинций единицы окружного уровня представлены исключительно городскими округами. Из 22 провинций и 5 автономных регионов, находящихся под управлением правительства КНР, только в трёх провинциях (Юньнань, Гуйчжоу, Цинхай) и в двух автономных районах (Синьцзян и Тибет) есть более трёх единиц окружного значения, не являющихся городскими округами.

### Уездный уровень
Городские уезды (города уездного значения) (县级市 сяньцзиши), так же, как и городские округа, не являются «городами» в прямом смысле слова, поскольку включают как городские, так и сельские территории. Городские уезды являются третьей по распространенности единицей уездного уровня (после собственно уездов и городских районов), на 31 декабря 2005 года в КНР их насчитывалось 374 штуки. В 1990-х годах многие уезды становились городскими уездами, однако этот процесс был приостановлен. На Тайване аналогичные единицы называются городами провинциального подчинения (省轄市 шэнсяши), их там имеется 5 штук.
Городские районы (市辖区 шисяцюй, или просто 区 цюй) — единицы уездного уровня, на которые делятся города-центры городских округов. Такие города, как правило, не составляют отдельной административной единицы, но состоят из нескольких районов, в отличие от остальной части округа, разделённой на уезды. Однако в последние годы многие уезды были превращены в районы, поэтому сегодня районы зачастую ничем не отличаются от уездов — с посёлками, деревнями и сельхозугодьями.

### Волостной уровень
На волостном уровне сельские территории разделены на сельские волости и более городские посёлки (镇 чжэнь), которые по-английски называются urban township (официальный перевод) или просто towns (в отличие от «городов» высших уровней, которые называются «cities»). Таковых насчитывается ещё 19 522.
На Тайване имеется 61 городская волость, а также отсутствующие в КНР 32 города уездного подчинения (縣轄市 сяньсяши).

### Промежуточные случаи
Несмотря на чётко определённое место административных единиц в общей иерархии, некоторые из них наделяются большими полномочиями, чем положено.
Например, таковыми являются субпровинциальные городские округа, известные также как города субпровинциального значения (副省级市 фушэнцзиши). Они обладают полномочиями, большими, чем округа и городские округа, но меньшими, нежели провинция. Таким образом, они как бы находятся на «пол-уровня» выше, чем обычные округа и обладают большей автономией, но по-прежнему подчиняются провинции. Сейчас их 15 в КНР.
Аналогичным образом, на уровень ниже (на уездном уровне) существуют также субокружные городские уезды (города субокружного уровня; 副地级市 фудицзиши). Зачастую они не включаются ни в один из округов, а подчиняются напрямую провинциальному правительству.
Один из примеров — район Шанхая Пудун. Несмотря на статус округа в рамках города центрального подчинения, его глава наделён субпровинциальными полномочиями, которые ниже провинциальных, но выше окружных.

## Список
| # А Б В Г Д Е Ё Ж З И К Л М Н О П Р С Т У Ф Х Ц Ч Ш Щ Э Ю Я |

### А
- Аксу
- Алтай
- Аньда
- Аньцю

- Анькан
- Аньцин
- Аньян

### Б
- Баодин
- Баоцзи
- Бухэ (кит. 埠河市)
- Бэйхай
- Бэнбу
- Бэньси

### В
- Вэйфан

### Г
- Ганьчжоу
- Гаосюн
- Гэцзю
- Гонконг
- Гунчжулин
- Гуанчжоу
- Гуйлинь
- Гуйян

### Д
- Далянь
- Даньдун
- Датун
- Дунтай
- Дэян

### Ж
- Жичжао

### И
- Ибинь
- Иньчуань
- Ичан
- Ичунь (Хэйлунцзян)
- Ичунь (Цзянси)

### К
- Кайфын
- Карамай
- Карашар
- Кашгар
- Корла
- Коулун
- Кульджа
- Куньмин
- Куча

### Л
- Ланьчжоу
- Линься
- Линьхай
- Линьхэ
- Лишуй
- Лунъянь (龙岩)
- Лхаса
- Лэйчжоу
- Лючжоу
- Ляньжань  — Аньнин (Юньнань)?
- Ляньюньган
- Ляоян

### М
- Макао
- Маньчжурия
- Мацзе
- Мачэнь
- Мэйчжоу
- Мяньчан (en:Mianchang, Guangdong)
- Мяньян
- Муданьцзян

### Н
- Нанкин (кит. упр. 南京, пиньинь Nánjīng, палл. Наньцзин)
- Наньнин
- Наньпин
- Наньчан
- Наньян
- Нэйцзян

### П
- Пекин
- Пинлян
- Пунин

### С
- Санья
- Сиань
- Синай
- Синин
- Синьян
- Сичан
- Суцзатун
- Сыпин
- Сюйчжоу
- Сямынь

### Т
- Тайбэй
- Тайюань
- Таншань
- Тунляо
- Турфан
- Тяньцзинь

### У
- Улан-Хото
- Урумчи
- Ухань
- Уху
- Учжоу

### Ф
- Фучжоу
- Фуян

### Х
- Хайлар
- Хайлунь
- Хайкоу
- Хайлар
- Хами
- Ханчжоу
- Ханьчжун
- Харбин
- Хотан
- Хуадянь
- Хуайань
- Хуайхуа
- Хуалянь
- Хулан-Эрги
- Хух-Хото
- Хэби
- Хэфэй

### Ц
- Цзегу
- Цзинань
- Цзиндэчжэнь
- Цзинин
- Цзинмэнь
- Цзиньчжоу
- Цзиси
- Цзуньи
- Циндао
- Цицикар
- Цзыбо

### Ч
- Чандэ
- Чанчунь
- Чанша
- Чаочэн
- Чаочжуан
- Чаоян
- Чжанцзякоу
- Чжанъе
- Чжаньцзян
- Чжаотун
- Чжумадянь
- Чжэнчжоу
- Чифэн
- Чугучак
- Чунцин
- Чэнду
- Чэндэ
- Чэньчжоу

### Ш
- Шанхай
- Шанцю
- Шаньвэй
- Шаньтоу
- Шаогуань
- Шаоу
- Шаоян
- Шаши
- Шэнцзамен
- Шэньян (Мукден)
- Шицзячжуан
- Шуанчэн
- Шэньчжэнь

### Ю
- Юнькоу
- Юньчэн
- Юэян

### Я
- Янцзян
- Яньцзи
- Яркенд